# Verkiezingsuitslagen van de Evangelische Volkspartij
De Evangelische Volkspartij (EVP) heeft in Nederland meegedaan aan de verkiezingen voor de Tweede Kamer, Provinciale Staten en in verschillende gemeenten. De partij is tussen 1982-1986 vertegenwoordigd geweest in de Tweede Kamer. Los van deze zetel in de Tweede Kamer won de partij nooit zelfstandig een zetel in de Provinciale Staten of een gemeenteraad, maar lokaal wel via gezamenlijke lijsten met de PPR, PSP, CPN, D66 en/of de PvdA.

## Tweede Kamer
| Jaar | Lijsttrekker  | Stemmen | %     | Aantal behaalde zetels |
| ---- | ------------- | ------- | ----- | ---------------------- |
| 1981 | Rien Westrate | 45.189  | 0,52% | 0 / 150                |
| 1982 | Cathy Ubels   | 56.466  | 0,69% | 1 / 150                |
| 1986 | Cathy Ubels   | 21.998  | 0,24% | 0 / 150                |

## Provinciale Staten
| Jaar | Provincie    | Stemmen | %     | Zetels |
| ---- | ------------ | ------- | ----- | ------ |
| 1982 | Friesland    | 3.641   | 1,13% | 0      |
| 1987 | Zuid-Holland | 3.492   | 0,24% | 0      |

## Gemeenteraden
| Gemeente             | 1982  | %      | Zetels | 1986  | %     | Zetels |
| -------------------- | ----- | ------ | ------ | ----- | ----- | ------ |
| Aalten               | 762   | 8,10%  | 1      |       |       |        |
| Achtkarspelen        | 494   | 3,52%  | 0      |       |       |        |
| Alphen aan de Rijn   | 401   | 1,71%  | 0      |       |       |        |
| Amstelveen           | 293   | 0,79%  | 0      |       |       |        |
| Delft                |       |        |        | 328   | 0,68% | 0      |
| Delfzijl             |       |        |        | 282   | 2,22% | 0      |
| Den Bosch            | 613   | 1,76%  | 0      |       |       |        |
| Dokkum               | 1.495 | 23,10% | 4      |       |       |        |
| Dongeradeel          |       |        |        | 601   | 4,51% | 0      |
| Emmen                | 1.597 | 3,64%  | 0      | 293   | 0,55% | 0      |
| Gorssel              | 298   | 3,53%  | 0      |       |       |        |
| Grijpskerk           | 164   | 6,54%  | 0      |       |       |        |
| Groningen            |       |        |        | 3.614 | 3,64% | 1      |
| Haarlem              |       |        |        | 274   | 0,34% | 0      |
| Heerlen              |       |        |        | 2.928 | 6,11% | 2      |
| Hoogeveen            | 416   | 1,90%  | 0      |       |       |        |
| Hoogezand-Sappemeer  |       |        |        | 997   | 5,30% | 1      |
| Leiden               |       |        |        | 156   | 0,28% | 0      |
| Nieuwkoop            | 639   | 14,65% | 2      |       |       |        |
| Roosendaal en Nispen |       |        |        | 158   | 0,57% | 0      |
| Rotterdam            | 647   | 0,24%  | 0      |       |       |        |
| Skarsterlân          | 234   | 1,96%  | 0      |       |       |        |
| Smallingerland       | 470   | 1,79%  | 0      | 898   | 3,00% | 1      |
| Stadskanaal          | 735   | 4,21%  | 1      |       |       |        |
| Tilburg              |       |        |        | 139   | 0,19% | 0      |
| Vlaardingen          | 862   | 2,37%  | 0      |       |       |        |
| Vries                | 337   | 6,19%  | 1      | 314   | 5,37% | 0      |
| Wierden              | 274   | 2,27%  | 0      |       |       |        |
| Winsum               | 243   | 7,19%  | 1      |       |       |        |
| Zeist                |       |        |        | 1.735 | 5,22% | 1      |